# موبیوس (فیلم)
موبیوس(۱۹۹۶)، فیلم علمی–تخیلی به کارگردانی گوستاوو موسکرا محصول آرژانتین است. داستان این فیلم بر اساس داستان کلاسیک کوتاه "یک مترو به نام موبیوس" از آرمین ژوزف است. این فیلم در متروی بوئنوس آیرس به صورت با جلوه‌های تاریک و متضاد با فضای واقعی آن، فیلم‌برداری شده‌است.

## خلاصه داستان
در چهارم مارس، کنترل‌کننده‌های مترو بوئنوس آیرس کشف کردند که قطار UM-86 همراه با مسافرانش در شبکه تونل‌ها گم شده‌است. پس از جستجو در کل شبکه زیرزمینی آن‌ها موفق به پیدا کردن هر دو قطار و مسافران آن نمی‌شوند.

## مکان‌های فیلم‌برداری
ایستگاه‌های زیرزمینی بوئنوس آیرس به عنوان مجموعه ای برای فیلم استفاده شده‌است.

## بازیگران
- گییرمو آنخلیی
- روبرتو کارناگی
- آنابیا لوی
- خورخه پتراگلیا
- میگوئل آنجل پالودی